# Gymnogobius isaza
Gymnogobius isaza es una especie de peces de la familia de los Gobiidae en el orden de los Perciformes.

## Morfología
Los machos pueden llegar a alcanzar los 7 cm de longitud total.

## Reproducción
Tiene lugar en primavera 

## Depredadores
Es depredado por la perca americana ( Micropterus salmoides ).

## Hábitat
Es un pez de agua dulce, de clima templado y pelágico.

## Distribución geográfica
Se encuentra en el Japón: es una especie de pez endémica del lago Biwa

## Observaciones
Es inofensivo para los humanos. 